# Stranger Things (альбом Марка Алмонда)
Stranger Things — одиннадцатый сольный студийный альбом британского певца и автора песен Марка Алмонда. Он был выпущен Blue Star Music совместно с XIII BIS Records 18 июня 2001 года.

## История создания альбома
Согласно статье в журнале Billboard, звучание Stranger Things «находит золотую середину между скупым готическим синти-попом Open All Night и оркестровым величием Tenement Symphony 1991 года». При создании альбома Алмонд сотрудничал с Йоуханном Йоуханнссоном, исландским мультиинструменталистом, композитором и продюсером. Большинство инструментальных партий для альбома записал сам Йоуханссон, а также он является создателем аранжировок песен в альбоме. Помимо Йоуханнссона, в записи принимали участие и другие музыканты из Исландии. Песни «Come Out» и «Love in a Time of Science» изначально были написаны группой Йоуханнссона Dip. Песня «Love in a Time of Science» из которых ранее была записана и выпущена как песня «Telepathy» исландской певицы Эмилианы Торрини из её альбома 1999 года Love in the Time of Science.
Немецкая версия альбома содержит бонус-трек "Amo Vitam", написанный немецкой группой Rosenstolz. Этот трек является продолжением сотрудничества Марка с группой (перед этим Алмонд в качестве гостя поучаствовал в записи сингла группы "Total Eclipse").

## Критика
| Оценки критиков               | Оценки критиков |
| Источник                      | Оценка          |
| ----------------------------- | --------------- |
| Allmusic                      | [ 2 ]           |
| entertainment.ie              | [ 3 ]           |
| Record Collector              | [ 4 ]           |
| Hot Press                     | [ 5 ]           |
| The Guardian                  | [ 6 ]           |
| Encyclopedia of Popular Music | [ 7 ]           |

Критика оценила альбом в целом положительно, но с оговорками. Звук альбома был описан Allmusic как «мечтательный и ошеломляющий» (англ. «dreamy and swooning») и утверждает, что голос Алмонда «звучит абсолютно превосходно». The Guardian не полностью согласен с этой точкой зрения, признавая, что, хотя продюсирование придает альбому «вид пышной изысканности», оно «мало что сделало для смягчения худших качеств голоса Алмонда». В другом обзоре признается, что «постановка пышная, и большинство песен проносятся с изяществом и стилем», но при этом признается, что «голос Алмонда определенно на любителя».

## Список композиций
1. "Glorious" (Йоуханн Йоуханнссон, Петер Халлгримссон, Марк Алмонд) – 4:44
2. "Born to Cry" (Нил Уитмор (Нил Икс), Алмонд) – 4:58
3. "Come Out" (Йоуханнссон, Зигги Балдурссон, Сьйон) – 4:52
4. "Under Your Wing" (Алмонд, Уитмор, Джон Грин) – 5:26
5. "Lights" (Алмонд, Йоуханнссон) – 4:17
6. "Tantalise Me" (Алмонд, Йоуханнссон) – 4:08
7. "Moonbathe Skin" (Алмонд, Уитмор) – 4:10
8. "Dancer" (Алмонд, Йоуханнссон) – 3:27
9. "When It's Your Time" (Алмонд, Уитмор) – 4:14
10. "End in Tears" (Алмонд, Йоуханнссон) – 3:19
11. "Love in a Time of Science" (Йоуханнссон, Балдурссон) – 4:54
12. "Glorious (Reprise)" (Йоуханнссон, Халлгримссон, Алмонд) – 2:35

Бонус-трек (только в немецком издании альбома)
1. "Amo Vitam" (с группой Rosenstolz) (АнНа Р., Петер Плате, Ульф Лео Зоммер) – 4:57.

## Участники записи
- Марк Алмонд — вокал
- Йоуханн Йоуханнссон — ARP Odyssey, фортепиано, синтезатор, Farfisa, ARP Explorer, Rhodes, глокеншпиль, стилофон, орган Hammond, программирование, струнная аранжировка, оркестровка
- Сара Гудмундсдоттир — бэк-вокал
- Саймон Лэнгфорд — дополнительные клавишные, струнная аранжировка
- Видар Хакон Гисласон - дополнительное программирование
- Зигги Балдурссон — ударные, перкуссия
- Люк Гордон — дополнительное программирование
- Джон Грин — дополнительные струнные, аранжировка, дополнительные клавишные
- Сэмюэл Джон Самуэльсон — дирижирование, оркестровка
- Хордур Брагасон – орган Хаммонд
- Питер Холлгримсон — гитара
- Нил Уитмор (Нил Икс) — струнная аранжировка

## Чарты
| Чарт                                         | Высшая позиция |
| -------------------------------------------- | -------------- |
| Шотландия (Scottish Albums Chart)            | 63             |
| Великобритания (UK Independent Albums Chart) | 18             |